# 痉挛性失声症
痉挛性失声症（英語：Spasmodic dysphonia）是因发出人聲的肌肉进入痙攣阶段而产生的病症。患者通常每说几句话便会中断一次，使得人们难以理解。还有可能声音听起来很紧张，亦或者几乎无法说出话来。发病往往循序渐进，病情则伴随终生。